# UTC+01:30
Az UTC+01:30 egy időeltolódás volt, amely egy és fél órával volt előrébb a greenwichi középidőtől (GMT).

## Korábban ebbe az időeltolódásba tartozó területek

### Afrika
- Oranje Szabadállam

- Egyesült Királyság
  - Fokföld (az Egyesült Királyság tengerentúli területe)

- Német Délnyugat-Afrika
- Transvaal Köztársaság

## A korábban ebbe az időeltolódásba tartozó területekről
Ez az időeltolódás 1903-ig volt használatban, és csak olyan területek használták, amelyek ma ilyen néven már nem léteznek. Az Oranje Szabadállam (a mai Dél-afrikai Köztársaság területén) és Fokföldön (szintén a mai Dél-afrikai Köztársaság területén) 1892-től az időeltolódás megszűnéséig használták, alkalmazója volt továbbá Német Délnyugat-Afrika (mai Namíbia).

## Fordítás
Ez a szócikk részben vagy egészben  az   UTC+01:30 című angol Wikipédia-szócikk fordításán alapul.  Az eredeti cikk szerkesztőit annak laptörténete sorolja fel. Ez a jelzés csupán a megfogalmazás eredetét és a szerzői jogokat jelzi, nem szolgál a cikkben szereplő információk forrásmegjelöléseként.